# Buttinge en Zandvoort
Pour les articles homonymes, voir Zandvoort (homonymie).
Buttinge en Zandvoort est une ancienne commune néerlandaise de la province de la Zélande.
Commune éphémère composée du petit village de Buttinge et de l'ancien hameau de Zandvoort, quasiment disparu mais probablement plus grand au Moyen Âge, elle fut supprimée dès le 1er janvier 1816, en même temps que Grijpskerke en Poppendamme et Hoogelande, qui formèrent ensemble la commune de Grijpskerke.
Sur la carte ci-contre, Buttinge et Zandvoort sont situés dans le sud-est de la commune de Grijpskerke.

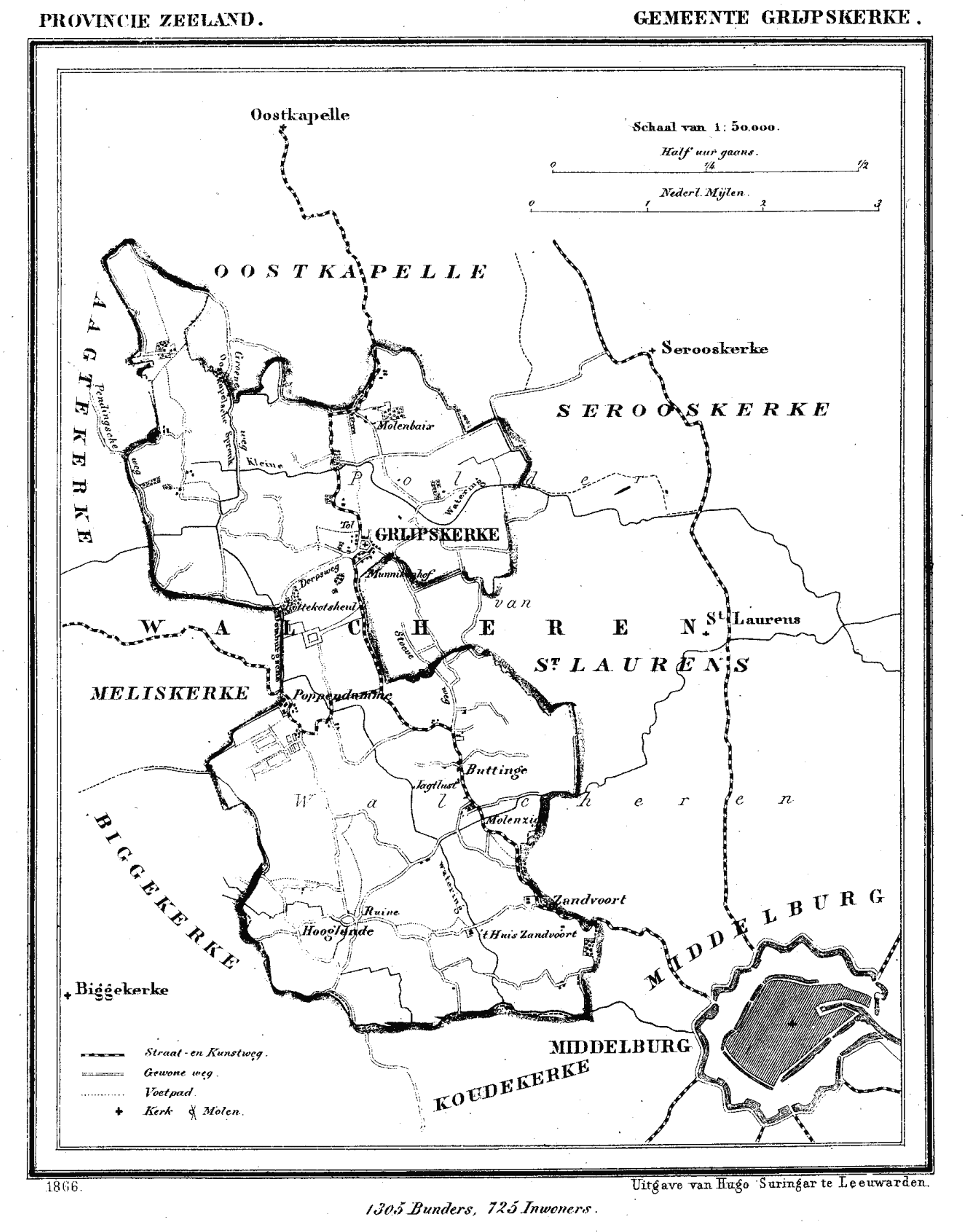
Grijpskerke en 1866